# Alexandre Penetra
Alexandre Penetra, né le 9 septembre 2001 à Viseu au Portugal, est un footballeur portugais qui évolue au poste de défenseur central à l'AZ Alkmaar.

## Biographie

### En club
Né à Viseu au Portugal, Alexandre Penetra est notamment formé par le Benfica Lisbonne. Le 28 octobre 2017, à 16 ans, il signe un nouveau contrat avec Benfica.
Après avoir été un membre important des différentes catégories de jeunes, il n'est pas conservé à l'été 2020 malgré une saison convaincante avec 5 buts en 22 matchs. Il s'engage alors librement avec le FC Famalicão, intégrant dans un premier temps l'équipe B du club.
Il joue son premier match en première division le 15 août 2021 contre le FC Porto. Il est titularisé au poste de milieu défensif ce jour-là et son équipe s'incline par deux buts à un. Il inscrit son premier but le 15 octobre 2021, lors d'une rencontre de coupe du Portugal contre l'Académica de Coimbra. Il est titulaire et capitaine lors de cette rencontre remportée par son équipe sur le score de quatre buts à zéro.
Le 24 juillet 2023, Alexandre Penetra rejoint les Pays-Bas afin de s'engager en faveur de l'AZ Alkmaar. Il signe un contrat de cinq ans, soit jusqu'en juin 2028.
Il joue son premier match sous ses nouvelles couleurs le 13 août 2023, à l'occasion de la première journée de la saison 2023-2024 d'Eredivisie face au Go Ahead Eagles. Il entre en jeu à la place de Riechedly Bazoer et son équipe l'emporte par cinq buts à un.

### En sélection
Alexandre Penetra compte cinq sélections avec l'équipe du Portugal des moins de 16 ans, obtenues entre 2016 et 2019.
Il joue son premier match avec l'équipe du Portugal espoirs le 25 mars 2022 contre l'Islande. Il est titularisé et les deux équipes se neutralisent ce jour-là (1-1 score final).